# Chemical Physics Letters
A Chemical Physics Letters egy 1967-ben alapított, lektorált kémiai fizikai szakfolyóirat. Kiadója az Elsevier.

## Tartalma
A folyóirat témája elsősorban a kémiai fizika. Cikkeinek témája például a molekulák, határfelületek, kondenzált fázisok, nanoanyagok, nanoszerkezetek, polimerek, biomolekuláris rendszerek, energiaátalakítás és -tárolás.

## Tudománymetrikai adatai
| Mérőszám                                                | 2017  |
| ------------------------------------------------------- | ----- |
| Összes publikáció                                       |       |
| Impaktfaktor (hatástényező)                             | 1,686 |
| Az impaktfaktor ötéves átlaga (five-year impact factor) | 1,615 |
| Közvetlenségi index (immediacy index)                   |       |
| Az idézések felezési ideje (cited half-life)            |       |
| EigenFactor-pontszám                                    |       |
| A cikkek hatása (Article Influence Score)               |       |
| CiteScore                                               | 1,64  |
| (Source-Normalized Impact per Page, SNIP)               | 0,610 |
| SCImago-rang                                            | 0,656 |
| H-index                                                 |       |
| 1. 2. 3. 4. 5. 6. 7.                                    |       |